# Colin Hercules Mackenzie
Colin Mackenzie (1898-1986), érudit, soldat, industriel et esthète, qui dirigea la Force 136 du SOE en Asie du Sud-Est pendant la Seconde Guerre mondiale.

## Famille
Fils du Major-General Sir Colin John Mackenzie (en), Colin est un écossais de l’île de Skye, dans l’Inverness.

## Formation
Éduqué à Summer Fields (en) puis à Eton (comme boursier du roi), Mackenzie est nommé sous-lieutenant de réserve des Scots Guards en janvier 1917. Grièvement blessé dans les derniers jours du conflit, il perd par amputations progressives sa jambe gauche gangrenée.

## Entre-deux guerres
Mackenzie reprend ses études au King's College (Cambridge). Sous la direction de John Keynes, il passe un diplôme d’économie tout en remportant un prix de poésie anglaise.
Après Cambridge, il entre chez J. and P. Coats (en) à Glasgow dont il devient rapidement l’un des directeurs, voyageant outre-mer, en particulier en Amérique Latine.

## Special Operations Executive
C’est en grande partie grâce à Lord Linlithgow (1887-1952), vice-roi des Indes de 1936 à 1943, écossais également, ami personnel et ancien directeur à la J&P Coats, qu’il est nommé responsable des opérations de la Force 136 du Special Operations Executive en Extrême-Orient de 1941 jusqu'à la fin de la guerre.
L’Asie est divisée en deux sections : B/B (Bay of Bengal) et SCS (South China Sea). Faut-il soutenir les mouvements « anti-impérialistes » qui luttent contre les Japonais, sachant que, tôt ou tard, ils se retourneront contre les puissances coloniales ?
En Malaisie, en Birmanie, Makenzie soutient les maquis communistes de peur qu’ils ne s’entendent plutôt avec les Japonais. Il reste à son poste jusqu’à la fin de la guerre, ce qui est exceptionnel. En 1945, le SOE contrôle plus de 30 000 agents en Asie du Sud-Est. L’adjoint de Mackenzie est le colonel John Anstey qui assurera la liquidation administrative de la Force 136.

## Après-guerre
Nommé chef de la mission économique en Grèce, il en est empêché par des problèmes de santé. Il retourne chez J. & P. Coats, jusqu’à la retraite qu’il prend sur l’île de Skye.

## Distinctions
- Compagnon de l'Ordre de Saint-Michel et Saint-George (CMG)

## Sources
- Who was Who (1981-1990)
- http://www.burmastar.org.uk/force_136.htm

## Lectures et filmographie
- Le Pont de la rivière Kwaï, roman de Pierre Boulle porté à l’écran par David Lean
- Frederic Spencer Chapman : La jungle est neutre, traduction de Chris Marker, Le Seuil, 1951.